# Alexey Rybalkin
Alexey Rybalkin, nascido a 16 de novembro de 1993 em Taganrog, é um ciclista russo. Profissional desde 2012 é membro da equipa Gazprom-RusVelo.

## Palmarés
2012 (como amador)
- Volta ao Bidasoa, mais 2 etapas

## Resultados nas Grandes Voltas e Campeonatos do Mundo
| Carreira           | 2012 | 2013 | 2014 | 2015 | 2016 | 2017 | 2018 | 2019 |
| ------------------ | ---- | ---- | ---- | ---- | ---- | ---- | ---- | ---- |
| Giro d'Italia      | -    | -    | -    | -    | 106º | -    | -    | -    |
| Tour de France     | -    | -    | -    | -    | -    | -    | -    | -    |
| Volta a Espanha    | -    | -    | -    | -    | -    | -    | -    | -    |
| Mundial em Estrada | -    | -    | -    | -    | -    | -    | -    | -    |

-: não participa

Ab.: abandono